# بشتة أيسين (أيسين)
بشتة أیسین (بالفارسية: پشته ایسین) هي قرية تقع في إيران في قسم أيسين الريفي. يقدر عدد سكانها بـ 1,818 نسمة .